# Doornenburg (hrad)
Doornenburk je nizozemský vodní hrad ze 13. století. Hrad leží na východě provincie Gelderland, poblíž vesnice Doornenburg. Sestává z předhradí a hlavního hradu, které jsou propojeny malým dřevěným mostem. Je to jeden z největších a nejlépe dochovaných hradů v Nizozemsku.
Na místě hradu se již v 9. století nacházel opevněný dům, známý jako Villa Dorenburc. Z něj ve 13. století vznikl skromný hrad. V průběhu století se stále více rozšiřoval až do podoby, ve které jej můžeme dnes vidět. V 15. století bylo zbudováno předhradí. Skládá se z obytných místností, kaple a statku. Posledně jmenovaný je unikátní v tom smyslu, že na nizozemských hradech se statky nenacházely.
Hrad Doornenburg byl obydlený až do 19. století. Pak nastal jeho úpadek. V roce 1937 byla zřízena Nadace pro zachování Doornenburgu, která od roku 1937 nechávala hrad zrestaurovat. V roce 1941 byla restaurace dokončena. Na konci druhé světové války byl hrad téměř celý zničen bombardováním. Předpokládalo se, že nálet provedla Luftwaffe, ale v březnu 1945 se ukázalo, že ho ve skutečnosti bombardovala RAF. Mezi lety 1947 a 1968 byl hrad znovu celý postaven. V roce 1968 se na tomto hradě mimo jiné natáčel televizní seriál Floris.